# Cupuladria surinamensis
Cupuladria surinamensis is een mosdiertjessoort uit de familie van de Cupuladriidae. De wetenschappelijke naam van de soort is voor het eerst geldig gepubliceerd in 1975 door Gerhard Cadée.